# 묘카쿠촌
묘카쿠촌(明覚村)은 사이타마현의 중서부, 히키군에 속했던 촌이다.

## 역사
- 1889년 4월 1일 - 정촌제 시행에 의해 히키군 묘카쿠촌이 성립하였다.
- 1955년 2월 11일 - 히키군 다이라촌, 지치부군 오쿠누기촌과 합병해, 히키군 도키가와촌과 합병해, 히키군 도키가와촌이 되었다.

## 교통

### 철도
- 일본국유철도 (현:동일본 여객철도)
  - 하치코 선: 묘카쿠역